# Condado de Miller (Geórgia)
O Condado de Miller é um dos 159 condados do Estado americano de Geórgia. A sede do condado é Colquitt, e sua maior cidade é Colquitt. O condado possui uma área de 735 km², uma população de 6 383 habitantes, e uma densidade populacional de 9 hab/km² (segundo o censo nacional de 2000). O condado foi fundado em 6 de fevereiro de 1856.